# Hua'er

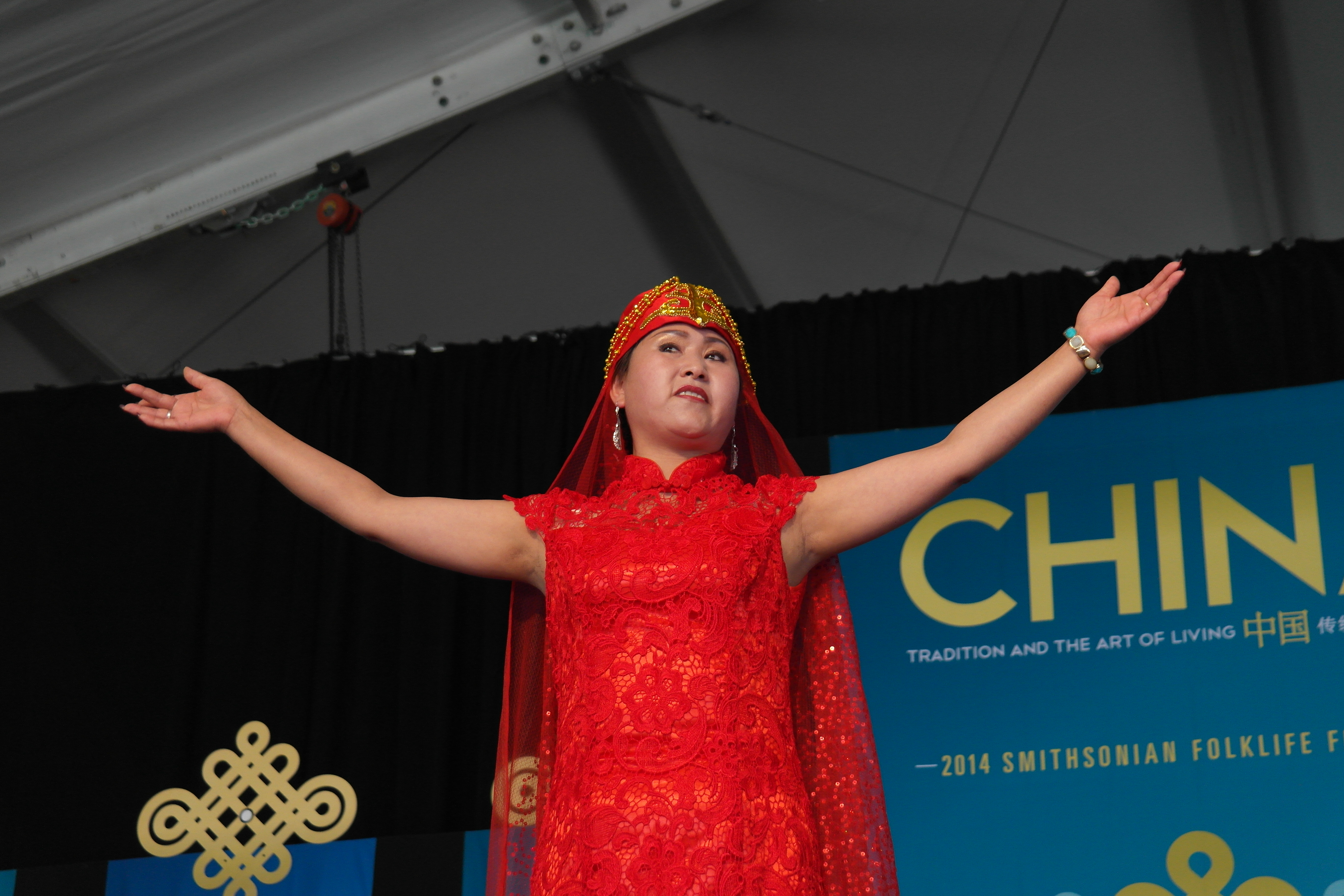
Personne pratiquant le hua'er lors du Smithsonian Folklife Festival, en 2014.

Le hua'er (chinois simplifié : 花儿 ; pinyin : huāer ; litt. « fleur ») désigne une tradition musicale chinoise, pratiquée dans les provinces de Gansu et Qinghai, ainsi que dans tout le centre-nord de la Chine. Ce type de musique est inscrit sur la liste du patrimoine culturel immatériel par l'UNESCO depuis 2009.

## Description et histoire
Ce type de chant est un Shan'ge, ce qui peut se traduire par « chant montagnard », du sud de Gansu. Neuf groupes ethniques différents le pratiquent, notamment les Hui, les Han, les Dongxiang, les Bao'an, les Tu et les Tibétains. Ce chant est parfois surnommé l'âme du Nord-Ouest, il est avant tout rural. Les noms des chants proviennent de villes, de fleurs ou de groupes ethniques. 
Les jeunes gens vivant sur les plateaux du Nord-Ouest de la Chine chantaient leur amour. Il existe une centaine de modèles de mélodies Hua'er. Le Hua'er se transforme progressivement en une forme de festival, et l'on se réunissait lors d'une période de deux à six jours, pour écouter de la musique Hua'er. Ce moment, festif, représente une occasion de porter un costume traditionnel. Les chanteurs, souvent peu instruits, sont connus et se produisent dans des festivals (la description de l'Unesco mentionne une centaine de festivals de Hua'er), et peuvent fonder des instituts pour transmettre leur art. Le Hua'er évolue encore au vingt-et-unième siècle, pour être adapté aux théâtres et à la télévision, par exemple. Il constitue ainsi un témoignage oral de l'évolution récente de la Chine.

### Paroles
Les paroles, dans un dialecte particulier, constituent un art local. Beaucoup d'œuvres Hua'er ont pour thème l'amour : un exemple de paroles est : « Comme le rembourrage sous une taie d'oreiller brodée, tu es dans mon cœur depuis deux ou trois ans, et des larmes de désir ont inondé mon cœur ». La transmission est orale. Improvisées, les paroles respectent cependant des règles de métrique : les couplets comptent ainsi trois, quatre, cinq ou six lignes de sept syllabes chacune.

## Entrée au patrimoine culturel immatériel
En 2009, l'Unesco inscrit le Hua'er dans la liste du patrimoine culturel immatériel, citant pour intérêts le divertissement rural, l'échange culturel inter-ethnique, ainsi que la sincérité des sentiments exprimés.